# Glock 19
Die Glock 19 ist eine halbautomatische Pistole im Kaliber 9 × 19 mm der österreichischen Firma Glock. Es handelt sich bei ihr um die Compact-Version der Glock 17. Lauf und Visierlänge sind um 12 mm, das Griffstück um 11 mm kürzer als bei der Glock 17. Die Magazinkapazität ist vom Hersteller mit 15 Patronen angegeben. Das sind zwei Patronen weniger als bei der Full-Size-Version. Im Leergewicht unterscheidet sich die Compact um 30 Gramm von ihrem Full-Size-Pendant.

## Verschluss-System, Funktion

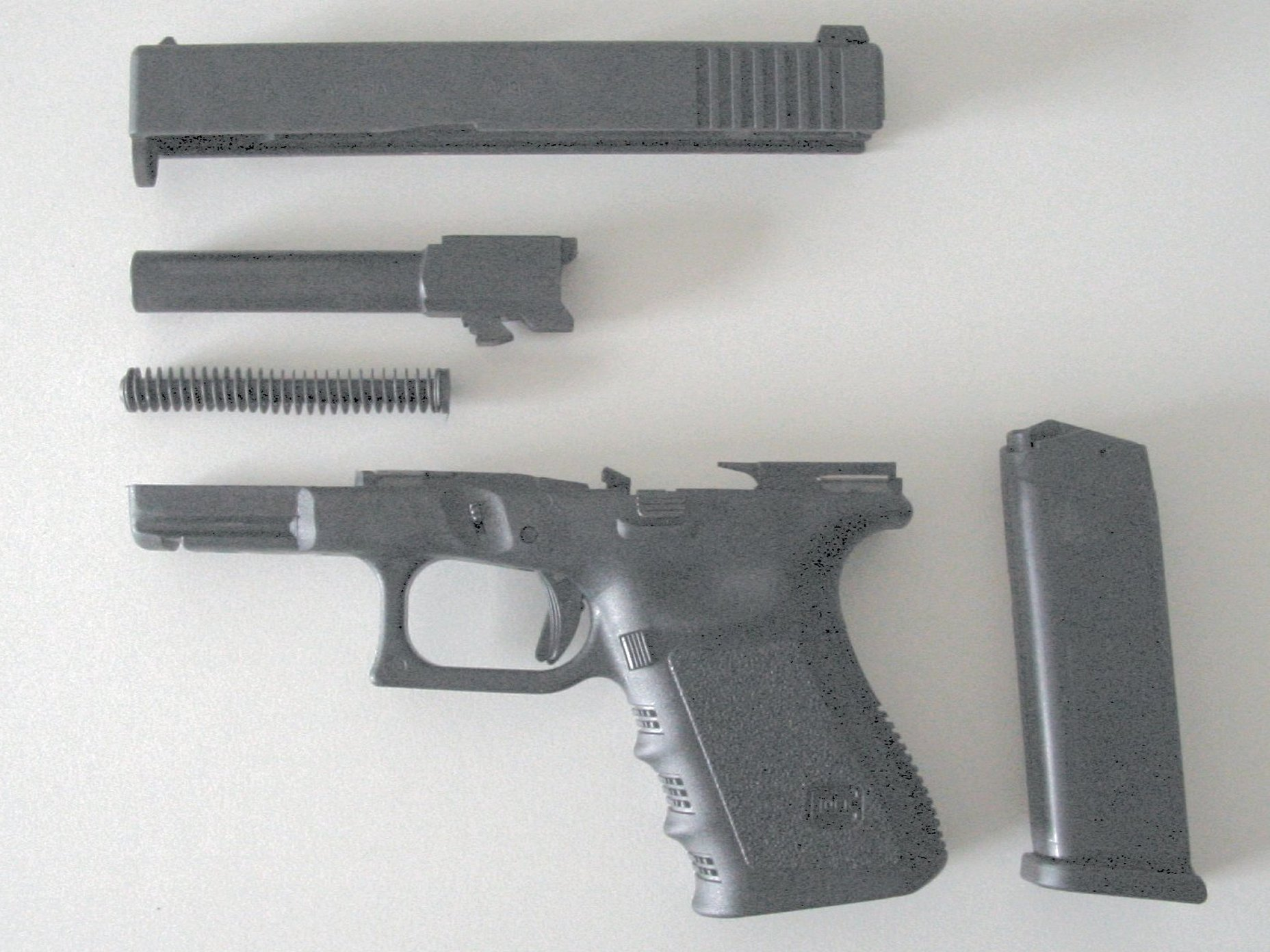
Glock 19 teilzerlegt

### Verriegelung
Das Verschluss-System der Glock-Pistole 17 und 19 ist eine Weiterentwicklung des von John Moses Browning entwickelten Verschluss-Systems des Colt M1911; im Gegensatz zu diesem verriegelt der hinten blockförmige Lauf bei der Glock direkt im Auswurffenster des Verschlussschlittens.

### Nachladevorgang
Nach dem Schuss laufen Lauf und Verschluss gemeinsam zurück, bis der Druck abgefallen ist. Ebenfalls wie beim Verschluss-System des Colt M1911 wird das hintere Laufende zum Entriegeln abgekippt. Bei der Glock-Pistole geschieht dies durch eine schräg unten am Lauf liegende stabförmige Steuerkulisse direkt zwischen Lauf und einer entsprechenden Fläche am Rahmen.

## Varianten
Es gibt die Glock 19 auch – so wie andere Glockmodelle – als Glock 19C (Compensator). Der Kompensator ist integraler Bestandteil der Waffenkonstruktion. Durch die im Lauf befindlichen Kompensatorbohrungen und den Fortsatz dieser Bohrungen durch den Schlitten wird ein Teil der sich bei der Schussabgabe ausdehnenden Gase nach oben abgeleitet, was das Hochschlagen der Waffe als Teil des Rückstoßes vermindert. Der Nachteil der Kompensatorkonstruktionen ist, dass durch das zum Teil nach oben geleitete Mündungsfeuer – besonders in Nachtsituationen – der Schütze geblendet werden kann und somit die Verwendung durch Militär, Polizei etc. nur eingeschränkt möglich ist.
Aktuell ist die fünfte Generation auf dem Markt. Hier wurde das Griffstück wieder wie bei Gen 1 und Gen 2 ohne Fingermulden ausgeführt. Ebenso ist dies die erste Generation mit beidseitigem Verschlussstückfanghebel.
Seit 2018 ist auch die Version Glock 19X erhältlich, dabei handelt es sich um einen Hybriden mit dem Schlitten der Glock 19 und dem Griffstück der Glock 17.